# Wall Street Skyport
Pour les articles homonymes, voir Wall Street (homonymie).
Le Wall Street Skyport ou Wall Street Seaplane Base ou Downtown Skyport est un ancien hydroaéroport de Manhattan à New York aux États-Unis, en activité de 1934 à 1986. 

## Historique
Cette base d'hydravion (Downtown Skyport) est fondée en 1934 par le maire de New York Fiorello La Guardia, pour desservir le quartier d'affaires de Wall Street de  Downtown Manhattan, suivie d'une seconde base Hydroaéroport Skyport de New York (Midtown Skyport) de 1939. 

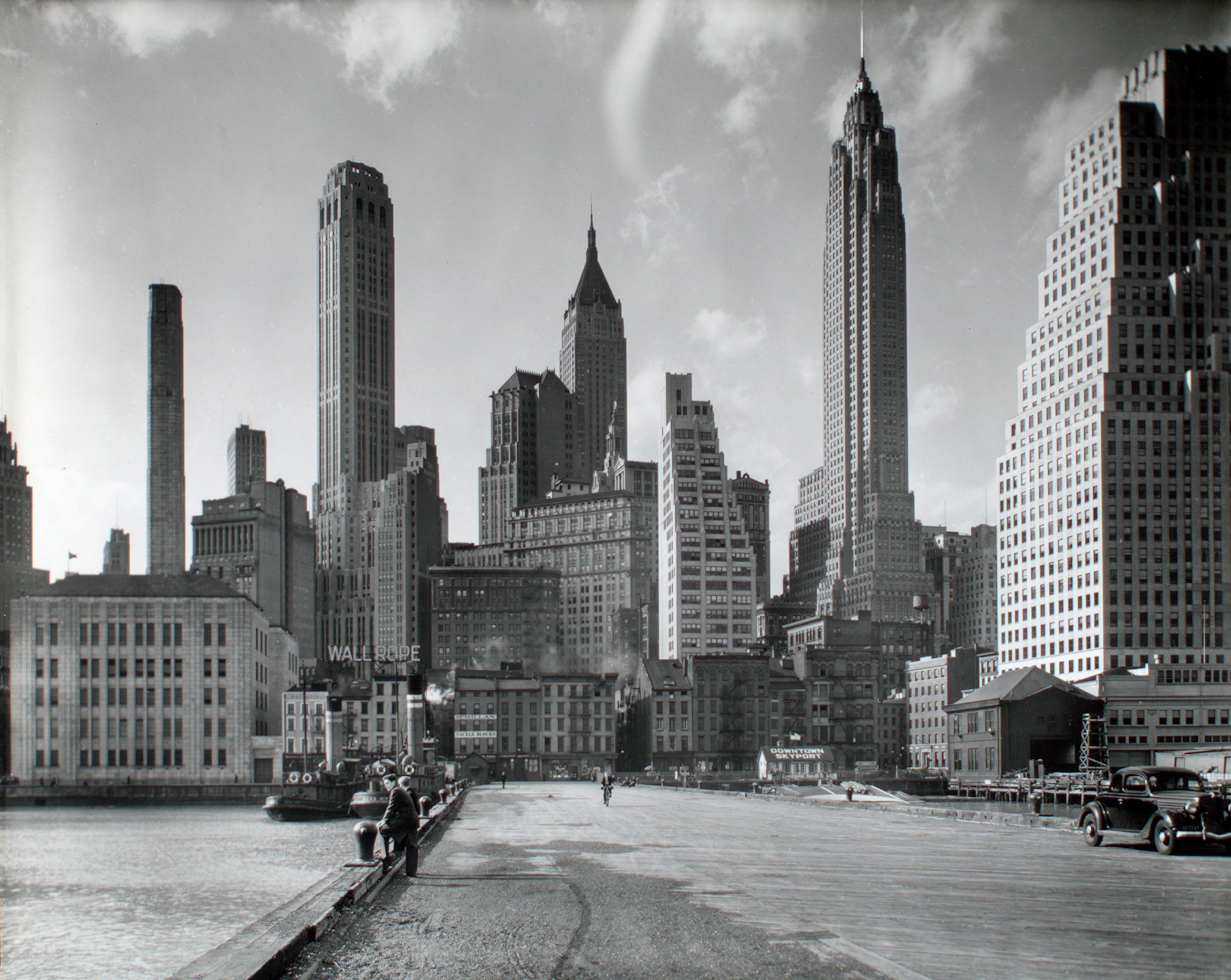
Depuis le Quai 11/Wall Street (en), avec la skyline de New York
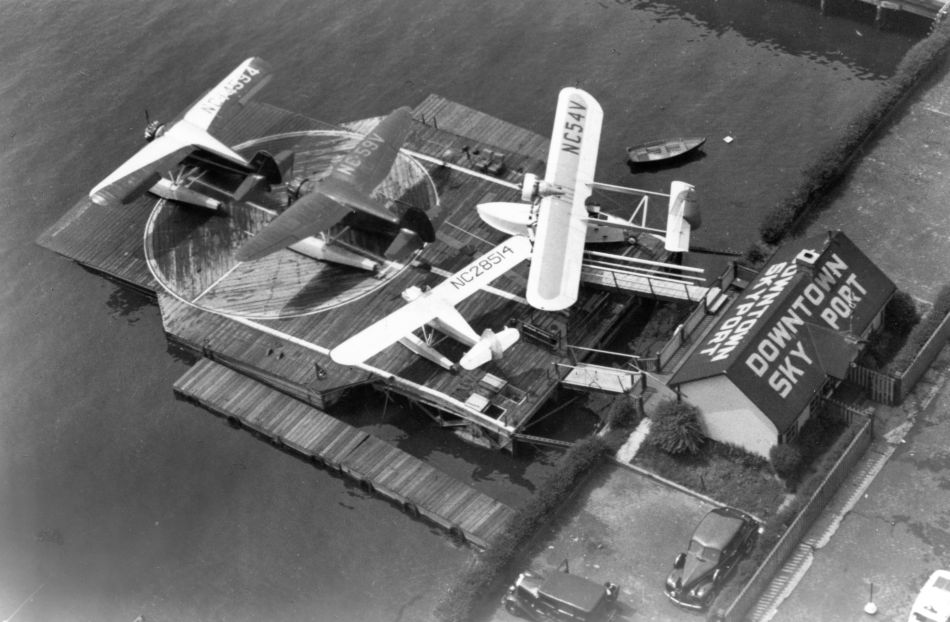
Rampe-ponton à plaque tournante flottante de débarquement
Affiche publicitaire

Cet hydroaéroport est fondé à l'intersection de la baie de New York et de l'East River, entre Manhattan et Brooklyn, sur Franklin D. Roosevelt Drive, au bout de Wall Street, voisin des Quai 11/Wall Street (en) et Downtown Manhattan Heliport (de 1960).
Les deux hydroaéroports de l'East River sont équipés à l'origine de rampes-pontons flottants de 26 m sur 17, avec plaque tournante à 180° de 14 m de diamètre, pour permettre aux hydravions de glisser ou de rouler hors de l'eau jusqu'au terminal ou aux aires de stationnement, et pour permettre aux passagers de charger et décharger rapidement. 
Ces bases municipales accueillent des services de taxi aérien vers, en particulier, l'ancienne base aéronavale voisine Floyd Bennett Field de Brooklyn de 1928 (premier aéroport municipal de New York) et des vols privés vers les côtes voisines de Fire Island, Long Island, et Les Hamptons, avec en particulier des hydravions de type Sikorsky S-39, Fairchild 24, Bellanca CH-300 Pacemaker, Bellanca Aircruiser, Noorduyn Norseman, Grumman G-21 Goose, Grumman G-44 Widgeon, De Havilland Canada DHC-2 Beaver, DeHavilland Twin Otters, Piper Aztecs...
La base a fermé en 1986, l'hydroaéroport Skyport de New York restant depuis le seul hydroaéroport de Manhattan. 